# Susan Dey
Pour les articles homonymes, voir Dey.
Susan Dey est une actrice et productrice américaine née le 10 décembre 1952 à Pekin, Illinois (États-Unis).

## Biographie

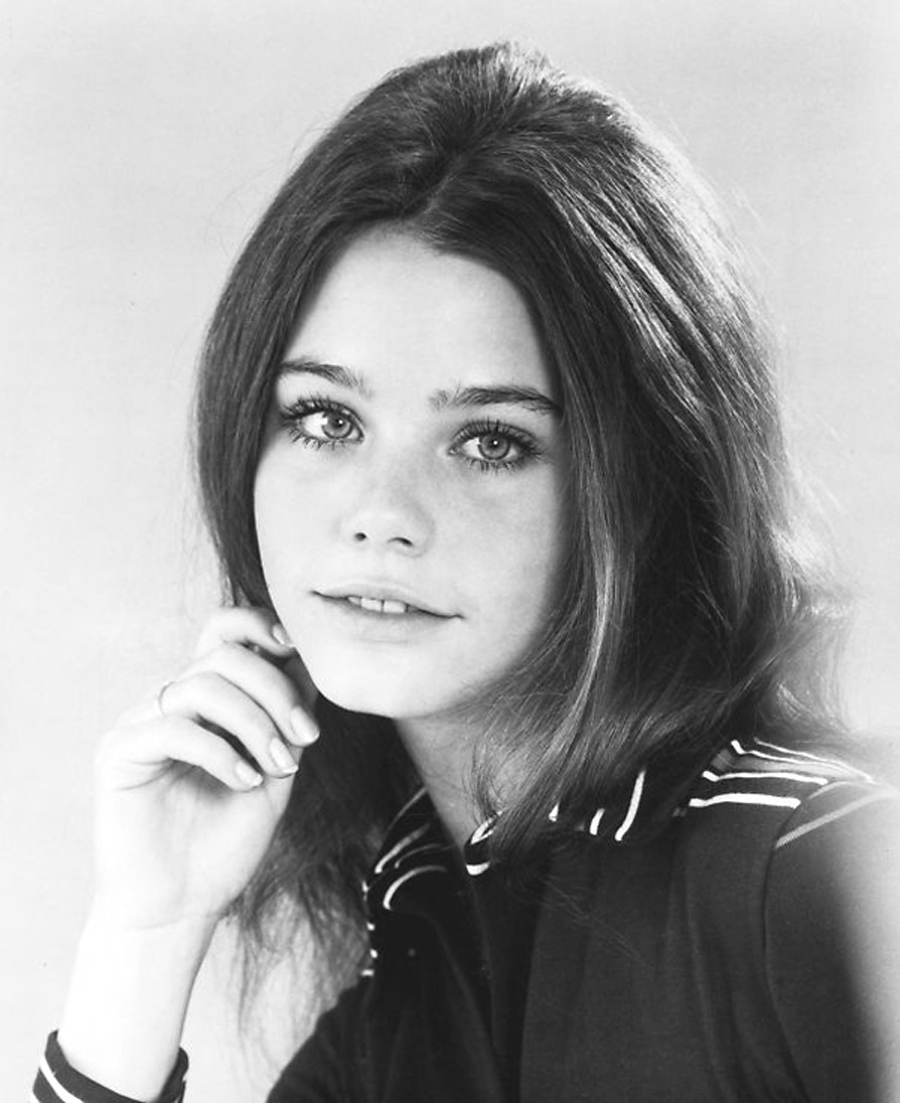
Susan Dey en 1970.

Susan Dey fut mannequin et modèle photo avant d'interpréter Laurie Partridge dans la série télévisée The Partridge Family de 1970 à 1974.

## Filmographie

### comme actrice
- 1970 : The Partridge Family (série télévisée) : Laurie Partridge
- 1972 : Alerte à la Bombe (Skyjacked) : Elly Brewster
- 1973 : Terreur sur la plage (Terror on the Beach) (TV) : DeeDee Glynn
- 1973 : Goober and the Ghost-Chasers (série télévisée) : Laurie Partridge (1973)
- 1974 : The Partridge Family, 2200 A.D. (série télévisée) : Laurie Partridge (1974-1975) (voix)
- 1975 : Cage Without a Key (TV) : Valerie Smith
- 1976 : The Captive: The Longest Drive 2
- 1977 : Fred Flintstone and Friends (série télévisée) (voix)
- 1977 : Loves Me, Loves Me Not (série télévisée) : Jane
- 1977 : Mary Jane Harper Cried Last Night (TV) : Rowena Harper
- 1977 : First Love : Caroline
- 1978 : Les Quatre Filles du docteur March (Little Women) (TV) : Josephine 'Jo' March
- 1980 : The Comeback Kid (TV) : Megan Barrett
- 1981 : Looker : Cindy Fairmont
- 1982 : The Gift of Life (TV) : Joleen Sutton
- 1983 : Malibu (TV) : Linda Harvey
- 1983 : Scandales à l'Amirauté (série télévisée) : Celia Mallory Warren
- 1983 : Sunset Limousine (TV) : Julie Preston
- 1984 : Love Leads the Way: A True Story (TV) : Beth
- 1985 : Love and Bullets
- 1986 : Echo Park : May
- 1986 : La Loi de Los Angeles (série télévisée) : Grace Van Owen
- 1987 : The Trouble with Dick : Diane
- 1987 : Place at the Table (TV)
- 1987 : Angel in Green (TV) : Sister Ann McKeon
- 1989 : That's Adequate : Southern Belle
- 1989 : I Love You Perfect (TV)
- 1992 : Le Lit des mensonges (Bed of Lies) (TV) : Vickie Daniel
- 1992 : New York Café (Love & War) (série télévisée) : Wallis 'Wally' Porter (1992-1993)
- 1993 : Love, Lies & Lullabies (TV) : Christina Kinsey
- 1993 : Pour l'amour de Jessica (Whose Child Is This? The War for Baby Jessica) (TV) : Roberta 'Robby' DeBoer
- 1994 : Délit d'amour (Beyond Betrayal) (TV) : Joanna / Emma Doyle
- 1995 : Deadly Love (TV) : Rebecca Barnes
- 1995 : Blue River (TV) : Mrs. Sellers
- 1997 : Bridge of Time (TV) : Madeleine Armstrong
- 1998 : Avenged : Margo
- 2001 : Rain : Dianne Davis
- 2002 : Le Désert de l'angoisse (Disappearance) (TV) : Patty Henley
- 2002 : L.A. Law: The Movie (TV) : D.A. Grace Van Owen

### comme productrice
- 1989 : I Love You Perfect (TV)